# Bzie
Bzie (´deutsch Goldmannsdorf) ist ein sołectwo (Schulzenamt) von Jastrzębie-Zdrój in der Woiwodschaft Schlesien in Polen.

## Geographie
Bzie liegt am Bach Bzianka östlich des Stadtzentrums. Das Sołectwo hat eine Fläche von 17,2873 km² (19 % der Fläche der Stadt). 
Es gliedert sich in: Bzie Zameckie/Średnie (Schloss Goldmannsdorf bzw. Mittel Goldmannsdorf), Bzie Górne (Ober Goldmannsdorf) und Bzie Dolne (Nieder Goldmannsdorf).

## Geschichte
Der Ort wurde am 25. Oktober 1293 als „Byze“ erstmals urkundlich erwähnt und dann um 1305 im Liber fundationis episcopatus Vratislaviensis (Zehntregister des Bistums Breslau) als „Item in Goltimanni villa debent esse LXIII mansi“. Etwa 1310 wurde er Sitz einer katholischen Pfarrei und wurde im Jahre 1335 als Ecclesia de Goltmansdorff erstmals erwähnt. Der Deutsche Name Goldmirsdorf erschien auch am 22. November 1409.
Goldmannsdorf gehörte von Anfang an zum Herzogtum Ratibor, das von den Schlesischen Piasten regiert wurde. 1327 übergab Herzog Lestko sein Herzogtum als ein Lehen an die Krone Böhmen. Nach dem Tod des Herzogs Lestko 1336 fiel Goldmannsdorf zusammen mit dem Herzogtum Ratibor als erledigtes Lehen an Böhmen. 1337 übertrug der böhmische König Johann von Luxemburg das Herzogtum Ratibor wiederum als ein Lehen an Nikolaus II. von Troppau, der dem Troppauer Zweig der Přemysliden entstammte. Dessen ältester Sohn Johann I. erhielt 1365 als Alleinerbe das Herzogtum Ratibor und begründete die Přemyslidische Stammlinie Troppau-Ratibor. 1437 gelangte Goldmannsdorf an das Ratiborer Teilherzogtum Rybnik, das ab 1464 im Besitz des Herzogs Wenzel von Jägerndorf-Rybnik war. 
Nach dem Ersten Schlesischen Krieg und dem Vorfrieden von Breslau fiel Goldmannsdorf mit dem größten Teil Schlesiens an Preußen. Ab 1816 gehörte es zum Kreis Pleß, mit dem es bis 1922 verbunden blieb. 1874 wurde die Landgemeinde Goldmannsdorf dem Amtsbezirk Pilgramsdorf eingegliedert.
Mit der Volksabstimmung in Oberschlesien über die künftige politische Zugehörigkeit Oberschlesiens 1921 votierten 152 von 296 in Bzie Zameckie (Schloss Goldmannsdorf) Wählern für Polen, demgegenüber standen 142 Stimmen für Deutschland, während in Bzie Dolne (Nieder Goldmannsdorf) 137 von 200 für Deutschland und 63 für Polen, in Bzie Górne (Ober Goldmannsdorf) 31 von 48 für Polen und 17 für Deutschland stimmten.
Nach der polnischen Annexion Ost-Oberschlesiens 1922 gehörte Bzie zu Polen. Unterbrochen wurde dies nur durch die Besetzung Polens durch die Wehrmacht im Zweiten Weltkrieg.
Im Jahr 1933 waren 60,6 % der Einwohner evangelisch; Bzie war eine von nur vier Gemeinden der einstigen Woiwodschaft Schlesien ohne Olsagebiet mit evangelischer Mehrheit. Die Protestanten gehörten ab 1765 zur Pfarrgemeinde Golasowice.
Bzie wurde im Jahre 1975 in die Stadt Jastrzębie-Zdrój eingemeindet.

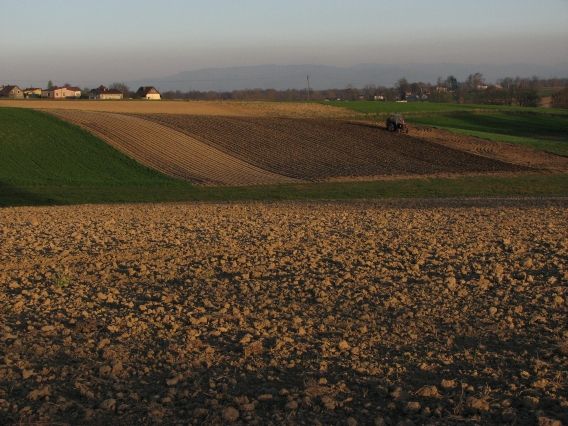
Ortsansicht
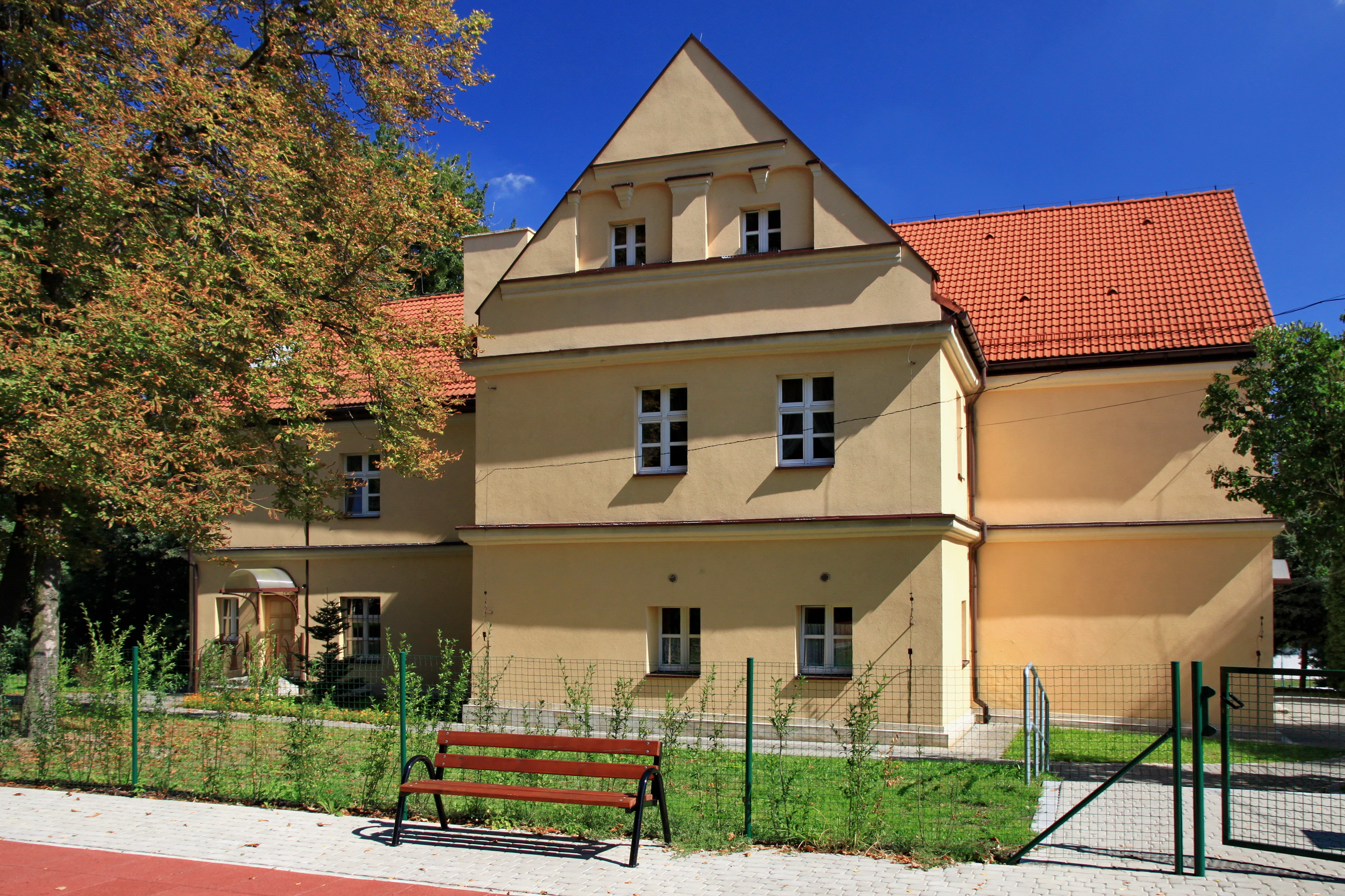
Gutshof (Schloss)